# 澳門大學新校區

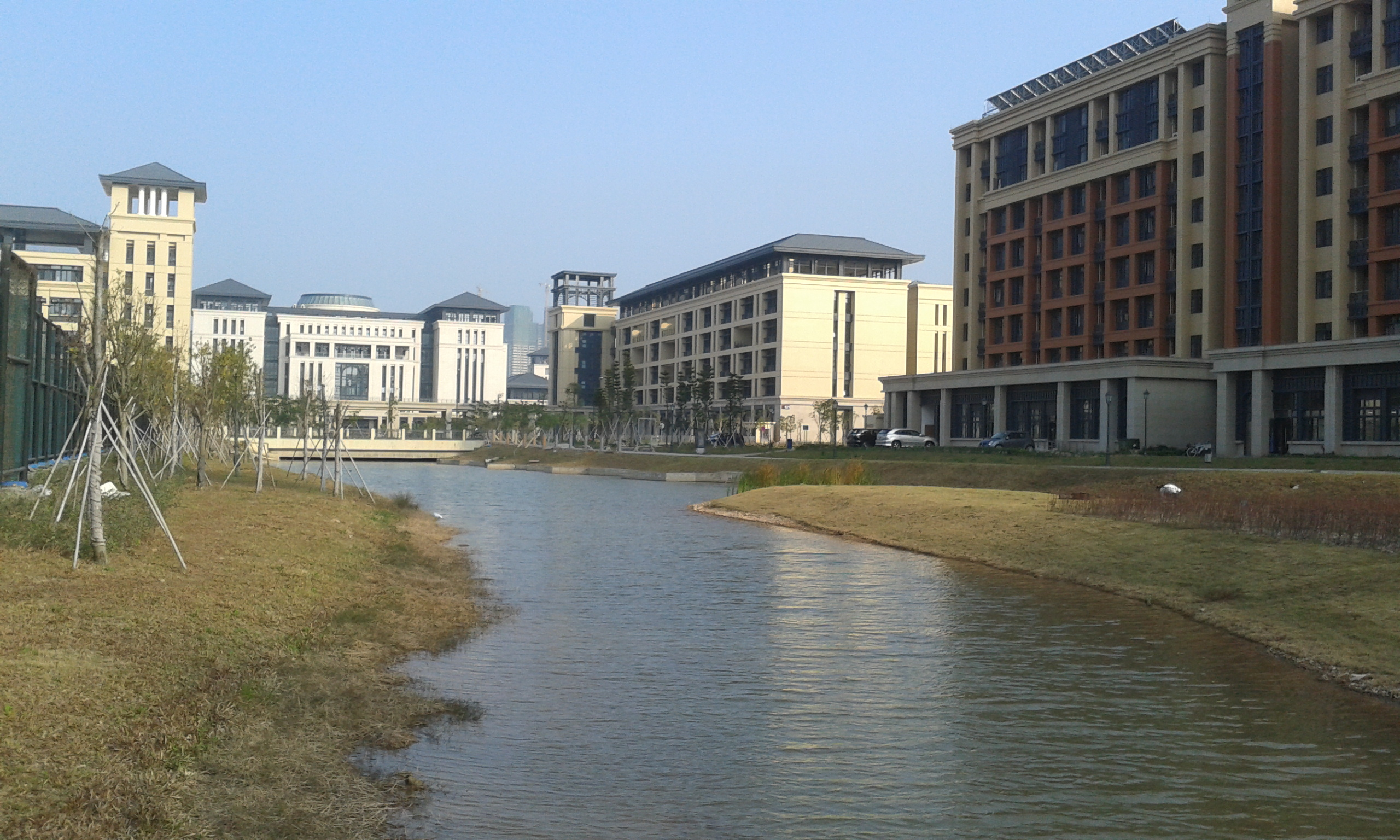
校園一角

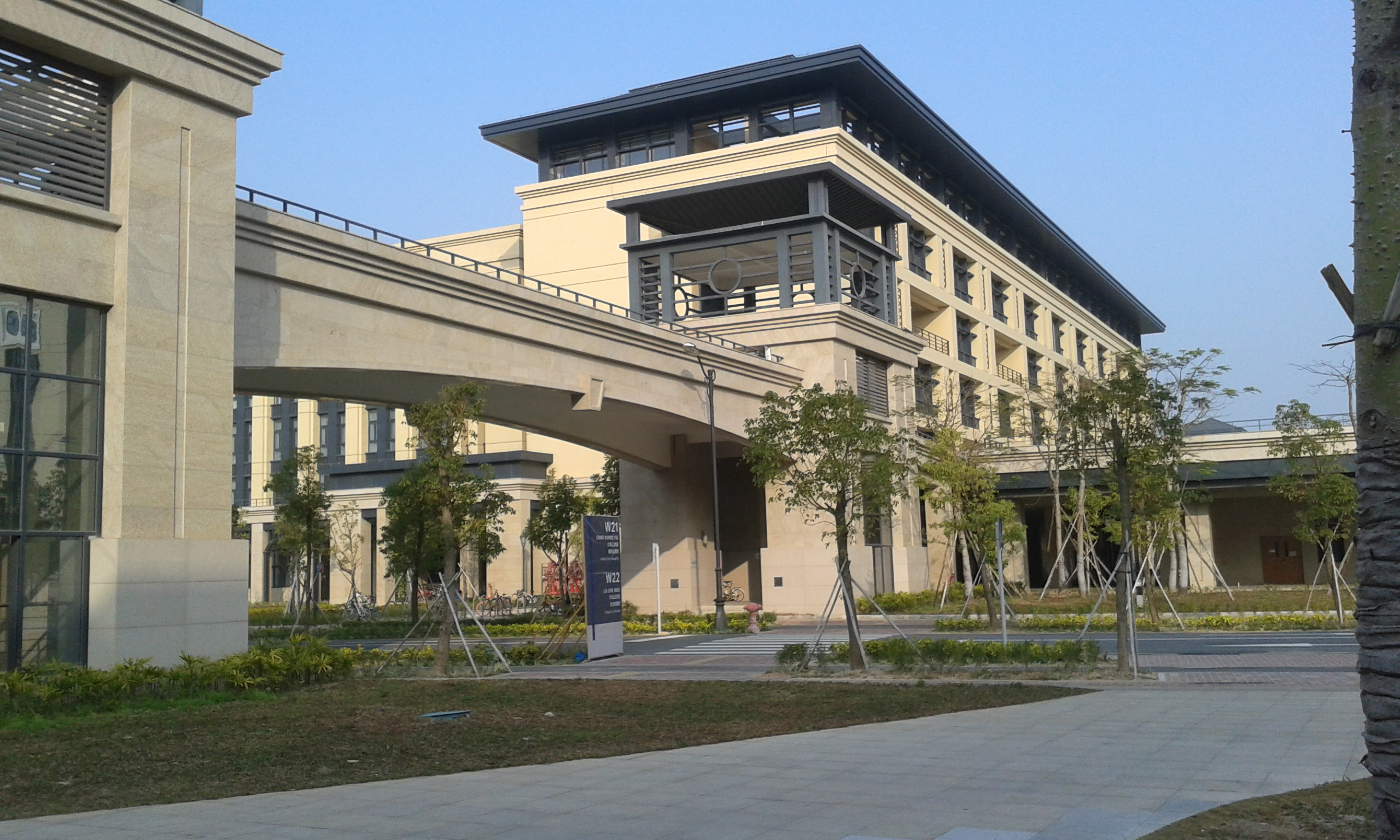
校園一角

澳門大學校本部，前稱澳門大學新校區（葡萄牙語：Novo campus da Universidade de Macau），是指澳門大學現在的校園，位於橫琴粵澳深度合作區澳門管轄區，横琴口岸澳門口岸區南侧，横琴岛环岛东路和十字门水道西岸之间，用地面积为109.26公頃，於2013年11月5日啟用。全国人民代表大会常务委员会授权澳门特别行政区自校区启用之日起，在规定的期限内对该校区依照澳门特别行政区法律实施管辖。校區以圍牆及人工河與橫琴島其他區域隔離，透過一條人車兩用的河底隧道與澳門路氹城連接，並與橫琴口岸澳門口岸區以跨河橋樑接駁，亦為校區僅有的兩個出入口，任何人士均能在澳門境內自由進出校區而毋須過關。同時校區的水、電、燃氣、通訊、警察、消防、郵政和交通等服務也由澳門負責，基本上與澳門本地無異。
該校區已被納入為澳門氹仔區域。新校區的建成，變相使橫琴島該部份地方變成澳門的一部分，在中國內地範圍實施澳門法律，亦靠左行駛。
新校區總建造金額超過澳門幣102億元，比預算超支44億。經珠澳兩地政府協商，澳門特區政府為新校區土地向珠海支付土地租金約12億澳門元。

## 歷程
- 2009年6月27日，全国人大常委會授權澳門特別行政區政府管轄橫琴島東部海傍一幅約一平方公里土地，以解決現時澳大校園的擠迫問題。[8]
- 2009年7月10日，澳門特別行政區行政長官何厚鏵、廣東省省長黃華華在粵澳合作聯席會議會後簽署《關於貫徹落實全國人大常委會決定，推進橫琴島澳門大學新校區項目的合作協議》[9]。
- 2009年9月14日，中共珠海市委副書記兼市長鐘世堅表示，珠海政府已經在橫琴島劃定了澳門大學新校區的範圍，並會移交予澳門政府。[10]
- 2009年12月20日，中共中央總書記、國家主席胡錦濤主持澳門大學新校區的奠基儀式，並為大學題詞。[11]
- 2012年7月7日，澳門大學新校區的全部建築物順利封頂。[12]
- 2012年11月19日，澳門立法會一般性表決通過《訂定橫琴島澳門大學校區適用澳門特別行政區法律的基本規範》法案。法案建議澳大新校區啟用之日起至租賃期限屆滿為止，澳門法律適用於澳門大學新校區。[13]
- 2013年1月12日，澳門大學新校區的專用隧道結構工程完工。[14]
- 2013年7月20日，凌晨零時，澳大新校區已正式交由澳門特區政府接管，並依照澳門法律管轄。[15]
- 2013年11月5日，中共中央政治局委員、國務院副總理汪洋為澳門大學新校區進行揭牌啟用儀式。[16]
- 2014年8月24日，大學整體搬遷完成，澳門大學正式遷移至新校區。[17]

## 適用澳門特別行政區法律的基本規範
全國人民代表大會常務委員會決定：授權澳門特別行政區自橫琴島澳門大學新校區啟用之日起，在後述規定的期限內對該校區依照澳門特別行政區法律實施管轄。橫琴島澳門大學新校區與橫琴島的其他區域隔開管理，具體方式由國務院規定。橫琴島澳門大學新校區位於廣東省珠海市橫琴口岸南側，橫琴島環島東路和十字門水道西岸之間，用地面積為1.0926平方千米。具體界址由國務院確定。在後述規定的期限內不得變更該校區土地的用途。澳門特別行政區政府以租賃方式取得橫琴島澳門大學新校區的土地使用權，租賃期限自該校區啟用之日起至2049年12月19日止。租賃期限屆滿，經全國人民代表大會常務委員會決定，可以續期。

### 澳門大學新校區
澳門大學新校區是指按照國務院確定的界址並經《第218/2012號行政長官批示》公佈的地籍圖所劃定的範圍。澳門大學新校區與橫琴島的其他區域隔開管理，而前述所指地籍圖中的河底專用隧道為合法進入或離開澳門大學新校區的通道。

### 在地域上的適用
自澳門大學新校區啟用之日起至以租賃方式取得的土地使用權期限屆滿為止，澳門特別行政區法律適用於澳門大學新校區。為着澳門特別行政區法律適用於澳門大學新校區的效力，該校區視同位於澳門特別行政區以內的地域。如澳門特別行政區法律針對不同區域而訂定不同的規定，則澳門大學新校區視同位於氹仔島以內的地域。

### 行為的效力範圍
自澳門大學新校區啟用之日起至以租賃方式取得的土地使用權期限屆滿為止，具法律效力的公法或私法上的所有行為及合同在澳門特別行政區的適用範圍視為包括澳門大學新校區，不論該等行為及合同是在澳門大學新校區啟用日之前或之後作出。如前述所指的行為及合同訂定或經修改後訂定其適用範圍不包括澳門大學新校區或僅限於澳門特別行政區內的特定區域，則不適用前述的規定。

## 校園建築列表
所有建築物由內地著名建築師何鏡堂設計。
| 北面區域／Zona Norte／North District | 北面區域／Zona Norte／North District             | 北面區域／Zona Norte／North District | 北面區域／Zona Norte／North District                                                                                   |
| 建築編號                             | 建築名稱                                         | 圖片                                 | 簡介 |
| ------------------------------------ | ------------------------------------------------ | ------------------------------------ | --- |
| N1                                   | 聚賢樓                                           |                                      | |
| N2                                   | 大學會堂                                         |                                      | |
| N6                                   | 行政樓                                           |                                      | |
| N8                                   | 澳大綜合體育館                                   |                                      | |
| N9                                   | 澳大運動場                                       |                                      | |
| N11                                  | CTM電訊機樓                                      |                                      | |
| N12                                  | 治安警察局路環警務警司處橫琴島澳門大學新校區分站 |                                      | |
| N13                                  | 消防局橫琴島澳門大學新校區行動站                 |                                      | |
| N21                                  | 科研大樓北二十一座                               |                                      | |
| N22                                  | 科研大樓北二十二座                               |                                      | |
| N23                                  | 科研大樓北二十三座                               |                                      | |
| N24                                  | 科研大樓北二十四座                               |                                      | |
| N25                                  | 醫藥檢測樓                                       |                                      | |
| N26                                  | 危險品倉庫                                       |                                      | |
| N31                                  | CEM變電站                                        |                                      | |
| N32                                  | 垃圾收集中心                                     |                                      | |
|                                      | 巴士總站 （澳門大學總站）                        |                                      | |
| 東面區域／Zona Leste／East District  |                                                  |                                      | |
| 建築編號                             | 建築名稱                                         | 圖片                                 | 簡介 |
| E1                                   | 大學展館                                         |                                      | |
| E2                                   | 澳門大學伍宜孫圖書館                             |                                      | 圖書館面積32,000平方米，藏書量可達一百萬冊本，二樓設有空中花園。                                                       |
| E3                                   | 中銀百年紀念大樓                                 |                                      | 2014年12月6日舉行揭幕儀式，為答謝中國銀行再次慷慨捐贈澳大發展基金會，將大樓冠為現名。                                  |
| E4                                   | 劉少榮樓                                         |                                      | 劉少榮曾於澳門大學前身就讀東亞大學工商管理碩士學位，多次慷慨解囊支持澳大實踐教育使命，澳大將該教學建築以其名義作冠名。 |
| E5                                   | 中央教學樓東五座                                 |                                      | |
| E6                                   | 中央教學樓東六座                                 |                                      | |
| E7                                   | 中央教學樓東七座                                 |                                      | |
| E11                                  | 科技學院                                         |                                      | |
| E12                                  | 健康科學學院                                     |                                      | 2014年2月28日遷入新校區，成為澳大首個遷入新校園辦公的學院。                                                            |
| E21                                  | 人文社科樓                                       |                                      | E21A為人文學院，E21B為社會科學學院。                                                                                   |
| E22                                  | 工商管理學院                                     |                                      | |
| E31                                  | 學生活動中心                                     |                                      | |
| E32                                  | 法學院                                           |                                      | |
| E33                                  | 教育學院                                         |                                      | |
| E34                                  | 祟文樓                                           |                                      | |
| 西面區域／Zona Oeste／West District  |                                                  |                                      | |
| 建築編號                             | 建築名稱                                         | 圖片                                 | 簡介 |
| W11                                  | 滿珍紀念書院                                     |                                      | |
| W12                                  | 蔡繼有書院                                       |                                      | |
| W13                                  | 何鴻燊東亞書院                                   |                                      | |
| W14                                  | 霍英東珍禧書院                                   |                                      | |
| W21                                  | 曹光彪書院                                       |                                      | |
| W22                                  | 呂志和書院                                       |                                      | |
| W23                                  | 鄭裕彤書院                                       |                                      | |
| W31                                  | 臨時宿舍西三十一座                               |                                      | |
| W32                                  | 臨時宿舍西三十二座                               |                                      | |
| W33                                  | 馬萬祺羅柏心書院                                 |                                      | |
| W34                                  | 張崑崙書院                                       |                                      | |
| 南面區域／Zona Sul／South District   |                                                  |                                      | |
| 建築編號                             | 建築名稱                                         | 圖片                                 | 簡介 |
| S1                                   | 研究生宿舍南一座                                 |                                      | |
| S2                                   | 研究生宿舍南二座                                 |                                      | |
| S3                                   | 研究生宿舍南三座                                 |                                      | |
| S4                                   | 研究生宿舍南四座                                 |                                      | |
| S8                                   | 薈萃坊                                           |                                      | |
| S9                                   | 紹邦書院                                         |                                      | |
| S21-S35                              | 教職員宿舍                                       |                                      | |

## 校園道路

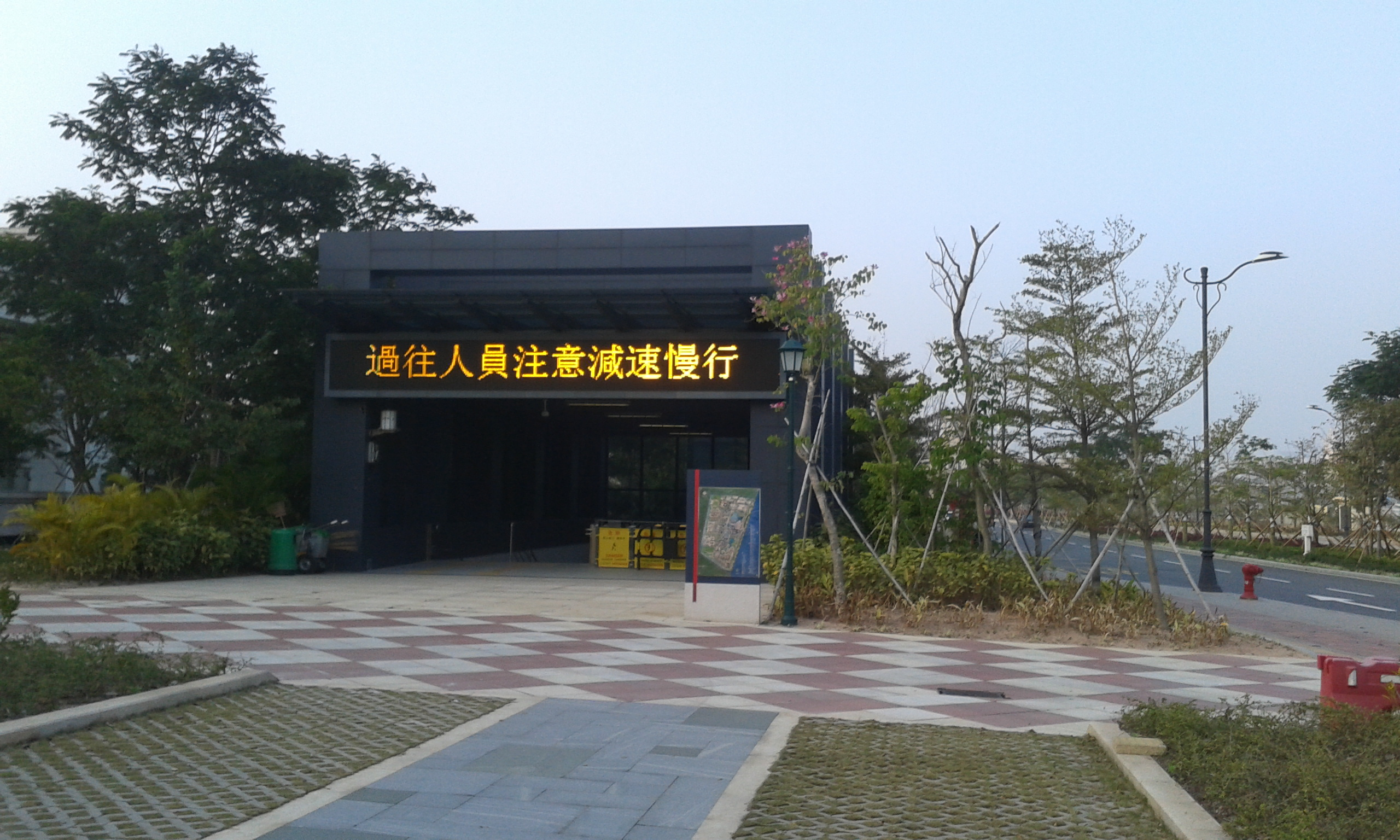
河底行人隧道澳大入口

- 澳門大學河底隧道
- 大學大馬路
- 大學南圓形地
- 大學北圓形地
- 明德大馬路
- 凱旋大馬路
- 暢運大馬路
- 科研東街
- 科研西街
- 強身大馬路
- 士林街
- 澳門大學連接橫琴口岸通道橋

## 對外交通

### 公共巴士
- 澳門大學總站

| 往澳門大學總站方向 | 大學南、澳大／中央教學樓、澳大／大學展館、澳大／大學會堂、澳大／綜合體育館 |
| 往澳門／氹仔方向   | 澳大／行政樓、大學北、大學大馬路、澳大／研究生宿舍                         |

### 的士
- 普通的士及特別的士進入或進出澳門大學新校區需收取5元澳門幣附加費用。

### 跨境巴士
- 通琴號跨境通勤線：B2線、B4線、B5線及B8線

## 環校穿梭巴士

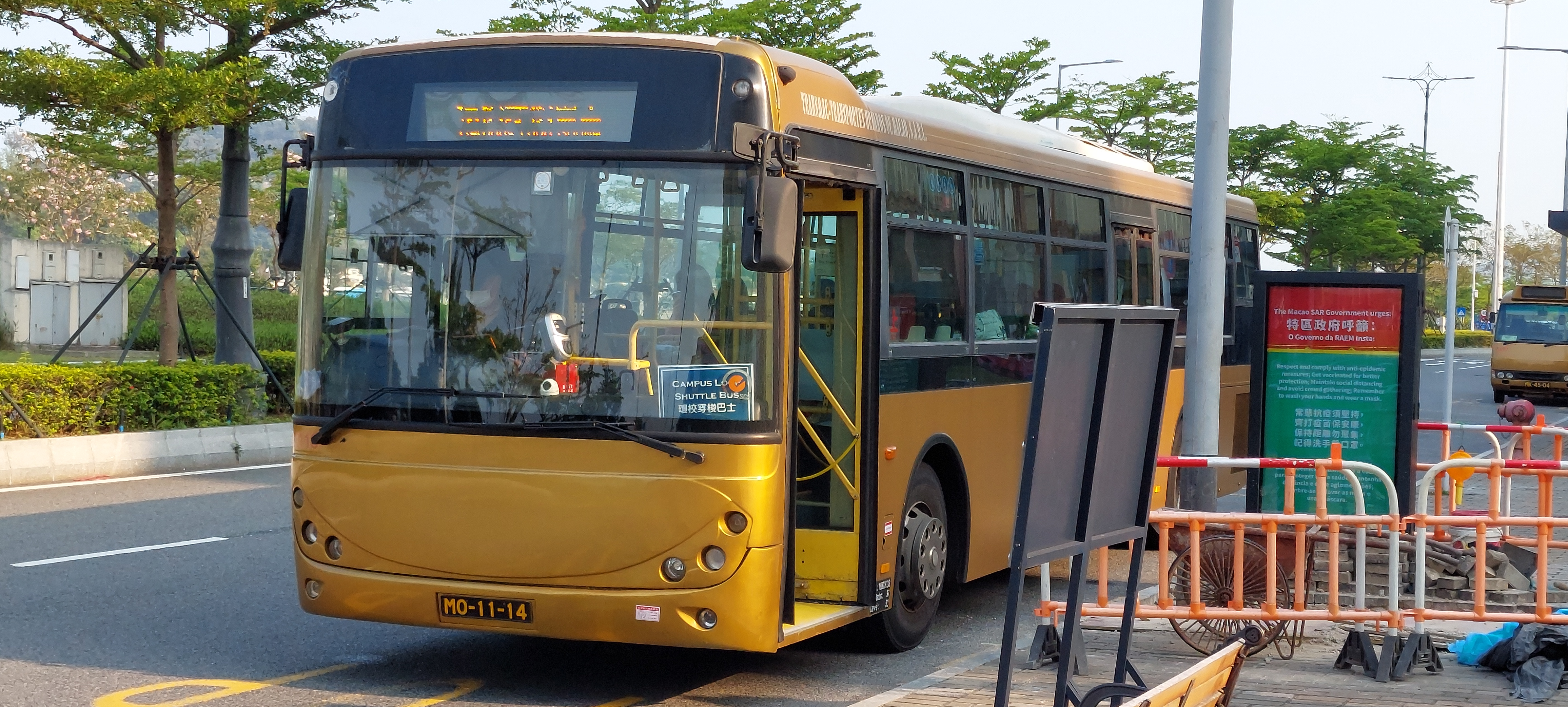
澳大環校穿梭巴士線於星期一至五服務的車輛

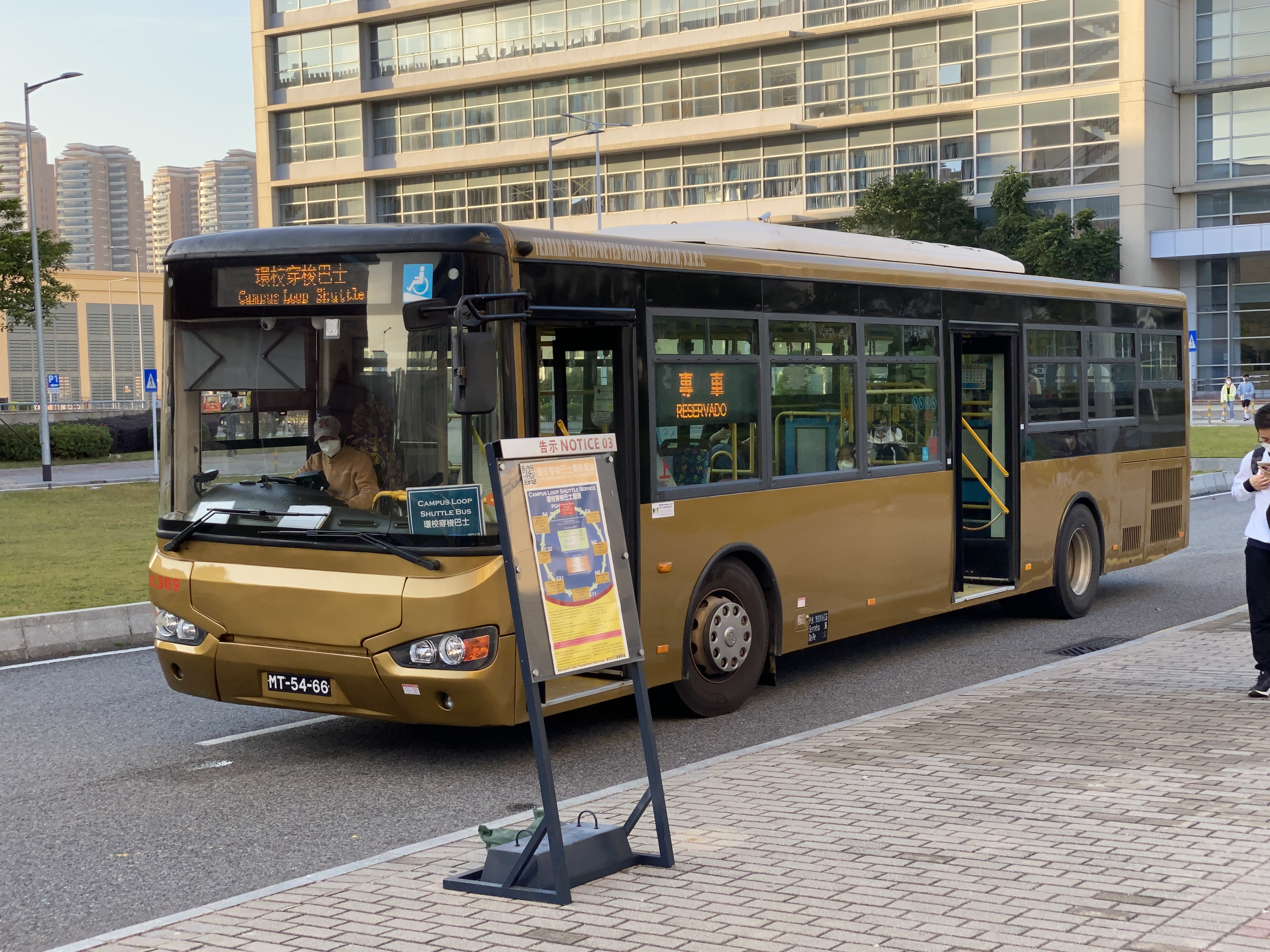
澳大環校穿梭巴士線於星期一至五服務的車輛

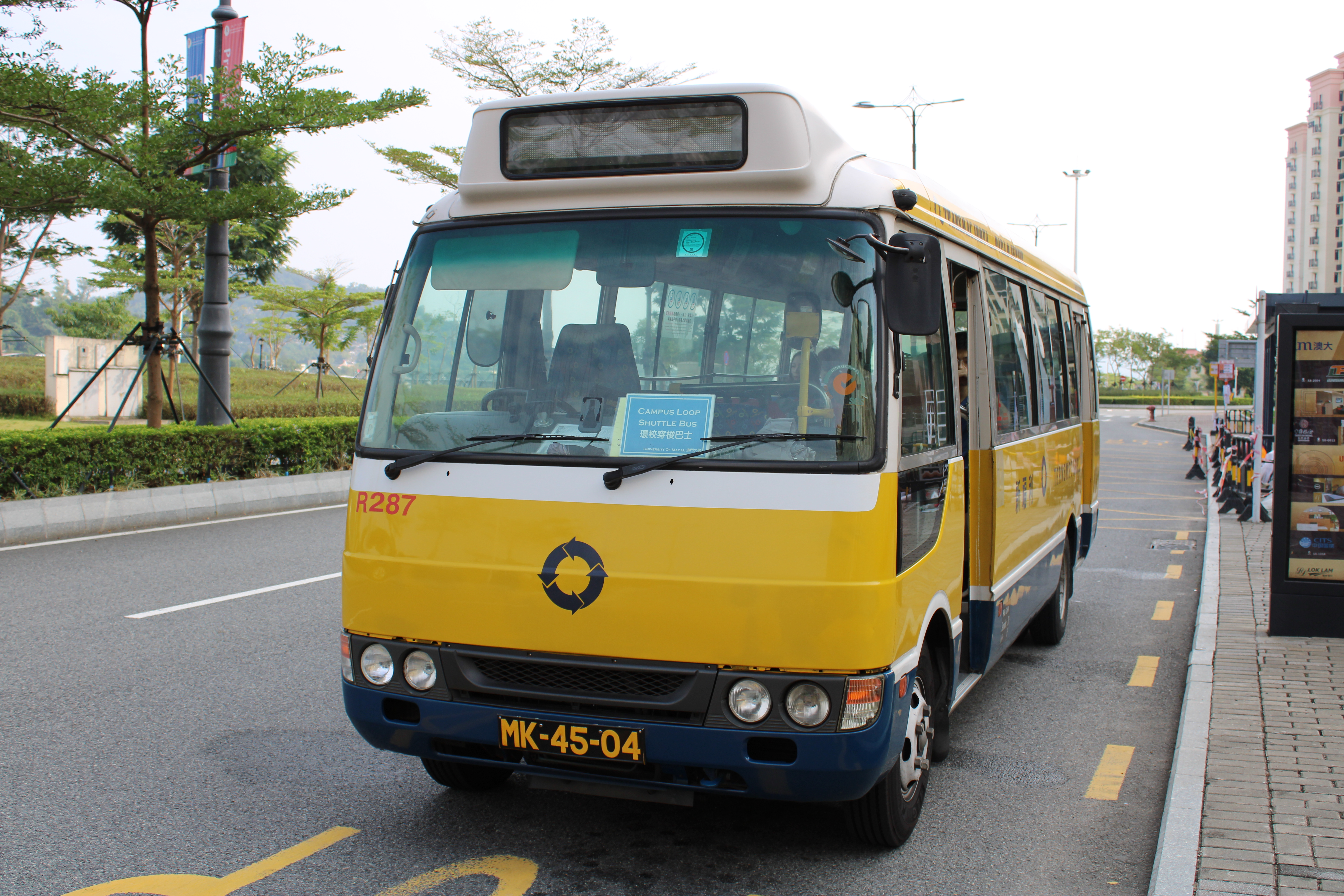
澳大環校穿梭巴士線於星期六服務的車輛（未更換塗裝前的車輛）

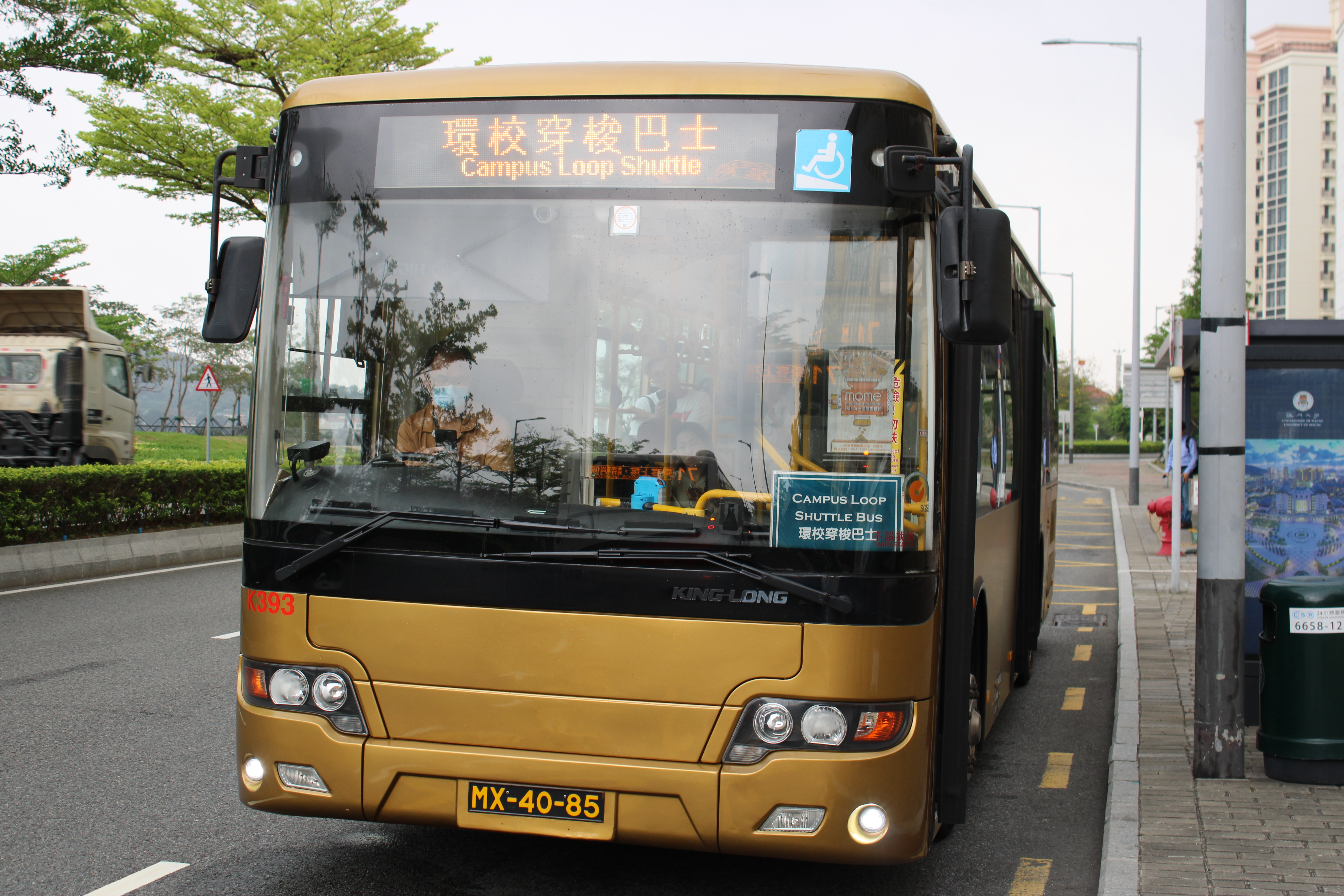
澳大環校穿梭巴士線於星期六服務的車輛（已更換塗裝的車輛）

澳門大學環校穿梭巴士（英語名稱：Campus Loop Service）是一條環繞澳門大學新校區的巴士路線，由保安及交通事務處 （页面存档备份，存于）管理只對持有澳門大學校園卡的乘客服務。由於考慮到校園佔地一平方公里並包含有八十多幢建築物，澳門大學提供環校穿梭巴士服務以方便在該處的大學職員、學生及住客於校園各處往來。
由2021年2月9日起，本線公開測試實時報站服務。

### 服務時間及班距
上課期間
| 服務時間                     | 服務時間         | 星期一至五  | 星期六      | 星期日 （含公眾假期） |
| ---------------------------- | ---------------- | ----------- | ----------- | --------------------- |
| 研究生宿舍巴士站             | 研究生宿舍巴士站 | 07:30-23:15 | 10:00-17:45 | 停駛                  |
| 班距                         | 尖峰             | 不間斷行駛  | 15分鐘      |                       |
| 離峰                         | 15分鐘           |             | 15分鐘      |                       |
| 懸掛8號風球前1小時開出尾班車 |                  |             |             |                       |

休課期間
| 服務時間                     | 星期一至五  | 星期六      | 星期日 （含公眾假期） |
| ---------------------------- | ----------- | ----------- | --------------------- |
| 研究生宿舍巴士站             | 08:00-19:45 | 10:00-17:45 | 停駛                  |
| 班距                         | 15分鐘      | 15分鐘      | 停駛                  |
| 懸掛8號風球前1小時開出尾班車 |             |             |                       |

### 路線停站

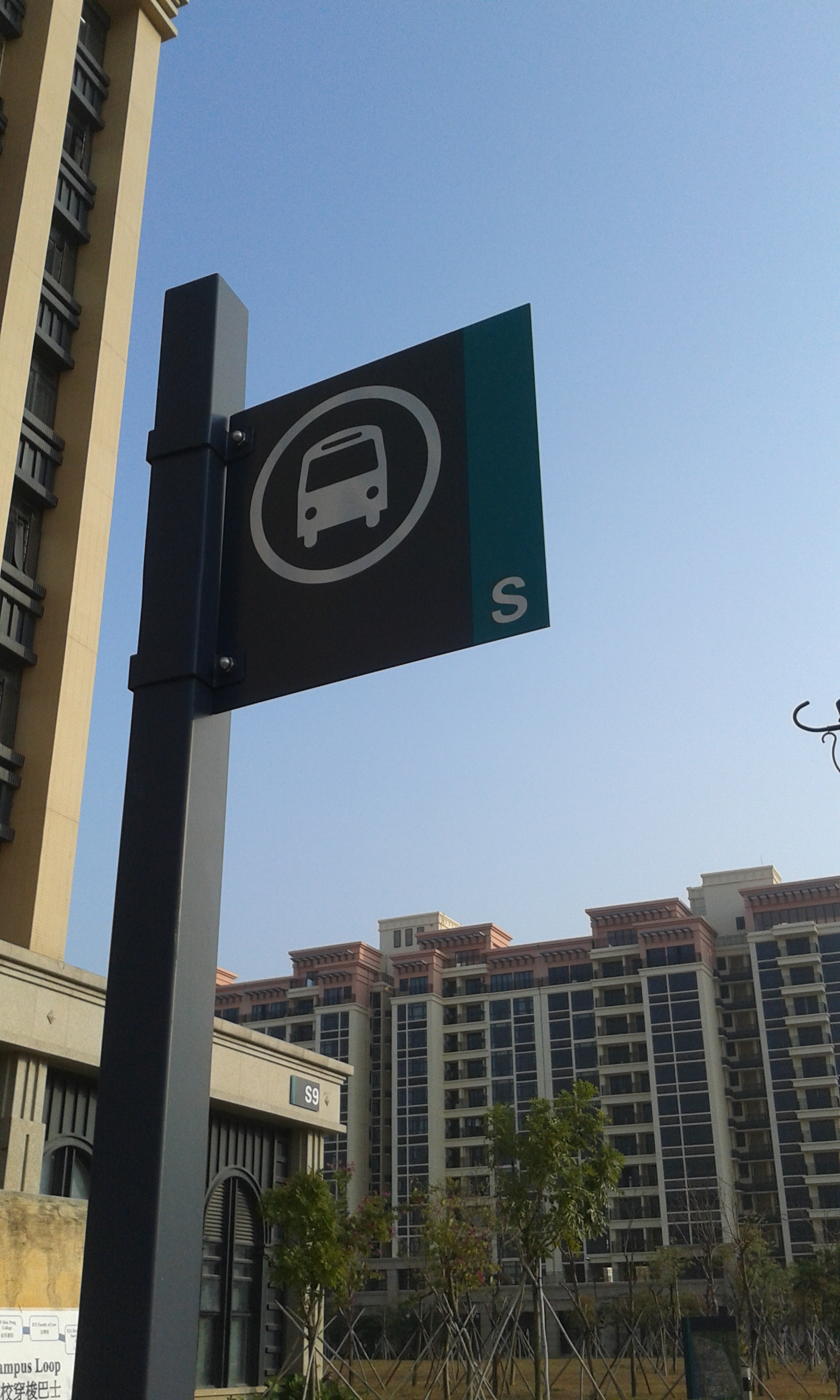
環校穿梭路線站牌

| 環校穿梭巴士 | 研究生宿舍巴士站 ↺ 行政樓 | 研究生宿舍巴士站 ↺ 行政樓 | 研究生宿舍巴士站 ↺ 行政樓         | 研究生宿舍巴士站 ↺ 行政樓 | 研究生宿舍巴士站 ↺ 行政樓 | 研究生宿舍巴士站 ↺ 行政樓 | 研究生宿舍巴士站 ↺ 行政樓 | 研究生宿舍巴士站 ↺ 行政樓 | 研究生宿舍巴士站 ↺ 行政樓 | 研究生宿舍巴士站 ↺ 行政樓 |
| 序號         | 循環線                    | 循環線                    | 循環線                            | 循環線                    |                           |                           |                           |                           |                           |                           |
| 序號         | 站號                      | 站名                      | 鄰近公共巴士站                    | 與公共巴士站共用          |                           |                           |                           |                           |                           |                           |
| 1            | PGH                       | 研究生宿舍巴士站          | T559 大學南 T551 澳大／研究生宿舍 |                           |                           |                           |                           |                           |                           |                           |
| 2            | E4                        | 劉少榮樓                  |                                   | T552 澳大／中央教學樓     |                           |                           |                           |                           |                           |                           |
| 3            | N2                        | 大學會堂                  | T550 澳門大學總站                 | T554 澳大／大學會堂       |                           |                           |                           |                           |                           |                           |
| 4            | N6                        | 行政樓                    |                                   | T556 澳大／行政樓         |                           |                           |                           |                           |                           |                           |
| 5            | E11                       | 科技學院                  |                                   |                           |                           |                           |                           |                           |                           |                           |
| 6            | E21                       | 人文社科樓                |                                   |                           |                           |                           |                           |                           |                           |                           |
| 7            | E32                       | 法學院                    |                                   |                           |                           |                           |                           |                           |                           |                           |
| 8            | S4                        | 研究生宿舍南四座          |                                   |                           |                           |                           |                           |                           |                           |                           |
| 9            | PGH                       | 研究生宿舍巴士站          | T559 大學南 T551 澳大／研究生宿舍 |                           |                           |                           |                           |                           |                           |                           |

### 使用車輛
由澳門大學保安及交通事務處租賃澳門新福利公共汽車有限公司非營運車輛行駛。
| 星期一至五上課期間 | 宇通ZK6128HG        |
| 星期六             | 蘇州金龍KLQ6960GQE5 |

## 事件

### 地盤外僱危坐事件
2021年5月13日下午2時多，一名女外僱工人因未能追討拖欠工程費用於興建中的研究生宿舍西三十一座地盤天台危坐，消防在接報中有人報稱企跳更展開氣墊戒備。到下午3時多，該危坐工人返回安全位置。勞工事務局得知警察部門通知後，委派人員向澳門大學業主代表及承建商了解情況，經了解事件不涉及勞資糾紛，初步涉及追討工程費用問題。